# Ракетни крайцери тип CGN 42
Ракетен крайцер тип CGN 42 (на английски: Cruiser Guided Nuclear (CGN 42)) е проект за атомен ракетен крайцер на ВМС на САЩ, разработен през 1970-те г. Разработката на проекта стартира през 1970-те г. на база проекта „Вирджиния“. За него се планира да има най-новите системи въоръжение, в т.ч. бойната многофункционална система „Аеджис“. Крайцерите от типа CGN 42 са разглеждани като по-евтина, макар и по-малко ефективна алтернатива на ударните ракетни крайцери от типа CSGN, строителството на които е отменено поради прекалено високата им стойност. Стойността на CGN 42 се оценява на 1,43 милиарда долара за главния кораб и 1,23 милиарда долара за последващите (по други данни 1,082 милиарда за главния и 1 милиард долара за последващите).
Привържениците на програмата искат в течение на периода 1986 – 1995 г. на флота да следва да се доставят 20 крайцера от типа CGN 42. На 13 февруари 1976 г. президента на САЩ Джими Картър се изказва против строителството на атомните надводни кораби, освен самолетоносачи. Въпреки това, през 1978 г. са отделени средства за закупуване на оборудване за строителството на крайцерите. След това, през 1979 г., плановете за строителство на крайцерите от този типа са отменени, но се връщат отново към тях през 1981 г., когато са поръчани 4 крайцера от проекта CGN 42 – CGN 45. Тяхното влизане в строй се планира за 1987 – 1991 г. Обаче през 1983 г. плановете за строителство на крайцери от типа CGN 42 са окончателно отменени. Вместо това американските моряци предпочитат да строят по-евтини крайцери на базата на разрушителя „Спрюенс“, превърнали се в крайцерите от типа „Тикондерога“